# جینجر شانکار
جینجر شانکار یک خواننده و آهنگساز هندی آمریکایی است که به خاطر موسیقی چندین فیلم برنده جایزه شده از جمله مصائب مسیح و شرایط. جینجر شانکار که متولد لس آنجلس است، درمدرسه هنری کالاشترا در هند، تعلیم موسیقی دیده‌است. او ازسن ۱۴ سالگی به‌طور حرفه‌ای به کار اجرای موسیقی روی صحنه‌های مختلف جهان اشتغال داشته‌است. جینجر شانکار در سال ۲۰۰۴ برای ساختن موسیقی متن فیلم مصائب مسیح مل گیبسون نامزد دریافت جایزه اسکار شد. او برای این فیلم جایزه بهترین موسیقی متن یک فیلم سینمایی را از جشنواره سینمای هند لس آنجلس دریافت کرد.